# Epilog (Dan Andersson)
"Epilog" heter en av Dan Anderssons efterlämnade dikter, skriven under författarens dödsår 1920. Även om Dan Andersson mötte döden genom en olyckshändelse, utstrålar dikten, i likhet med flera av hans sista dikter, liksom en föraning om livets snara slut.